# USS LST-990
O USS LST-990 foi um navio de guerra norte-americano da classe LST que operou durante a Segunda Guerra Mundial.